# 법적 이름
법적 이름(legal name)은 가명이나 예명, 남편성을 따르는 국가에서 법적으로는 강제적으로 성씨가 바뀌었지만 혼전 이름을 계속 사용하는 사람, 법적으로 아직 개명을 하지 못했지만 개명하고 싶은 이름을 사용하는 사람등의 법률상 이름을 말한다.

## 같이 보기
- 자 (이름)
- 가명
- 필명
- 예명